# 小林美駒
小林 美駒（こばやし みく、2005年3月19日 - ）は、日本中央競馬会（JRA）所属の騎手。美浦トレーニングセンター・鈴木伸尋厩舎所属。

## 来歴・人物
兄が乗馬をしていたことがきっかけで小学4年生から乗馬を始める。地元新潟競馬場の名物レースアイビスSDを観戦したことが騎手を志すきっかけとなる。
2020年に競馬学校騎手課程39期生として入学。2023年に騎手免許を取得。
目標騎手に所属厩舎の兄弟子横山武史を挙げている。
2023年3月4日、中山競馬2Rでデビュー。ワクワクタローに騎乗して11着。同年4月9日、福島競馬5Rで自厩舎の管理馬アシャカタカに騎乗して初勝利を挙げた。4月23日、JRA史上初めて5人の女性騎手がレースに騎乗した福島7R・3歳未勝利戦でサンドロップに騎乗するも10着となる。5月3日、開催日における騎手の通信機器（スマートフォン）不適切使用に対する制裁により、30日間（5月13日から6月11日まで）の騎乗停止となった。9月3日、新潟記念のイーサンパンサーで重賞初騎乗。最後方から追走し、直線は大外に持ち出したが、短距離を使ってきた馬では適性不足で、1頭だけ前を抜いてゴールした。
2024年6月23日の函館12Rで騎乗したゴーインマイウェイが急性心不全を発症し、4コーナーで転倒。落馬で馬場に叩きつけられ左肩を脱臼骨折した。7月１日に茨城県内の病院で手術を無事に終え、術後の経過を見ながら全治などの見通しを立てる。10月26日、新潟3Rで約4カ月ぶりに復帰した。

## 騎乗成績
|            | 日付         | 競馬場・開催  | 競走名    | 馬名             | 頭数 | 人気 | 着順 |
| ---------- | ------------ | ------------- | --------- | ---------------- | ---- | ---- | ---- |
| 初出走     | 2023年3月4日 | 2回中山3日2R  | 3歳未勝利 | ワクワクタロー   | 16頭 | 8    | 11着 |
| 初勝利     | 2023年4月9日 | 1回福島2日5R  | 3歳未勝利 | アシャカタカ     | 16頭 | 2    | 1着  |
| 重賞初騎乗 | 2023年9月3日 | 3回新潟8日11R | 新潟記念  | イーサンパンサー | 14頭 | 14   | 13着 |

### 年度別成績
| 年度   | 1着 | 2着 | 3着 | 騎乗数 | 勝率 | 連対率 | 複勝率 | 表彰 |
| ------ | --- | --- | --- | ------ | ---- | ------ | ------ | ---- |
| 2023年 | 10  | 17  | 23  | 286    | .035 | .094   | .175   |      |
| 2024年 | 19  | 12  | 11  | 273    | .070 | .114   | .154   |      |
| 合計   | 29  | 29  | 34  | 559    | .051 | .104   | .165   |      |

- 出典：JRA日本中央競馬会 騎手名鑑の過去成績より